# سنت استیون، نیوبرانزویک
سنت استیون، نیوبرانزویک (به انگلیسی: St. Stephen, New Brunswick) یک منطقهٔ مسکونی در کانادا است که در سنت استفان پاریش، نیوبرانزویک واقع شده‌است. سنت استیون ۱۳٫۴۵ کیلومتر مربع مساحت و ۴٬۴۱۵ نفر جمعیت دارد.